# Nalibazki Selsawet (Rajon Stoubzy)

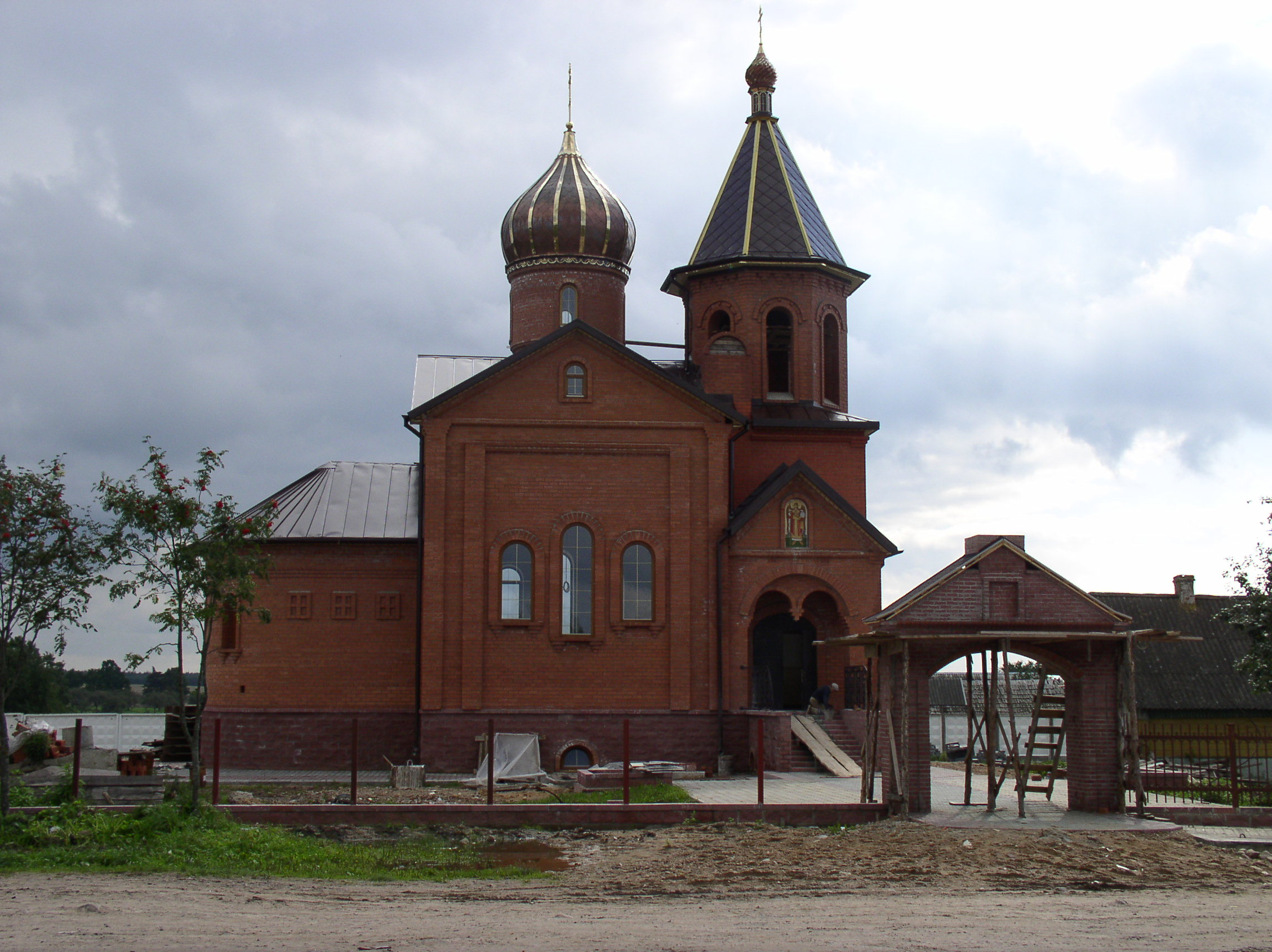
Kirche des Erzengels Michael in Nalibaki

Der Selsawet Nalibaki, Nalibazki Selsawet belarussisch Налібацкі сельсавет Nalibazki sel'savet; russisch Налибокский сельсовет Nalibokskij sel'sovet ist eine Verwaltungseinheit im Rajon Stoubzy in der Minskaja Woblasz in Belarus. Das Zentrum des Selsawets ist das Dorf Nalibaki. Nalibazki Selsawet umfasst 13 Dörfer und 4 Weiler und liegt im Norden des Rajons Stoubzy.
Die Gegend gehört zum im Jahre 1960 gebildeten Landschaftsschutzgebiet Nalibozkaja Puschtscha. Der Wald zählt zu den wenigen Verbreitungsgebieten des vom Aussterben bedrohten Wisent.